# Maria Rye
Pour les articles homonymes, voir Rye.
Maria Susan Rye (31 mars 1829 – 12 novembre 1903) est une réformatrice sociale britannique et une promotrice de l'émigration d'Angleterre, en particulier des jeunes femmes  des workhouses de Liverpool, vers le Canada et la Nouvelle-Zélande.

## Biographie
Maria Rye naît au 2 Lower James Street, Golden Square, à Londres, en 1829. Elle est l'aînée des neuf enfants d'Edward Rye, avocat et bibliophile, et de son épouse, Maria Rye née Tuppen. Parmi ses frères, Edward Caldwell Rye était entomologiste et Walter Rye, avocat, antiquaire et athlète, auteur d'ouvrages sur l'histoire et la topographie du Norfolk et maire de Norwich en 1908-1909.
Maria Rye est éduquée à domicile. Sous l'influence du père de Charles Kingsley, alors pasteur de l'église Saint-Luc de Chelsea, elle se consacre dès l'âge de seize ans au travail paroissial à Chelsea. Elle est impressionnée par le manque de possibilités d'emploi pour les femmes en dehors de la profession d'enseignante. Elle succède à Mary Howitt, comme secrétaire du Langham Place Group qui promeut le projet de loi sur le droit de propriété des femmes mariées, présenté par Thomas Erskine Perry en 1856 mais qui n'est entièrement adopté qu'en 1882.
Rye rejoint la Society for Promoting the Employment of Women dès sa fondation, mais, désapprouvant le mouvement en faveur des droits de vote des femmes soutenu par les principales membres, le quitte rapidement. En 1859, elle ouvre une entreprise de papeterie au 12 Portugal Street, à Lincoln's Inn, afin de donner du travail aux jeunes filles de la classe moyenne. Elle contribue également, en 1860, à la création de la Victoria Press dirigée par Emily Faithfull, ainsi que du bureau de placement et de l'école télégraphique de Great Coram Street, avec Isa Craig. L'école télégraphique prévoyait l'emploi de jeunes filles.
Les affaires du papetier prospéraient, mais les demandes d'emploi dépassaient de loin les possibilités de l'entreprise. Avec Jane Lewin, elle lève donc un fonds pour aider les filles des classes moyennes à émigrer, et elle consacre le reste de sa vie à la question de l'émigration.

## Émigration
Elle fonde, en 1861, la Female Middle Class Emigration Society (absorbée depuis 1884 dans la United British Women's Emigration Association). Entre 1860 et 1868, elle a joué un rôle déterminant dans l'envoi de filles de la classe moyenne et de domestiques en Australie, en Nouvelle-Zélande et au Canada. Elle visite ces régions pour former des comités de protection des émigrés.
Elle accompagne ainsi en Nouvelle-Zélande en 1863 plusieurs gouvernantes et plus de 100 femmes voyageant en entrepont. Elle constate, à Dunedin, les conditions terribles dans lesquelles les femmes immigrantes célibataires sont hébergées — d'anciennes casernes militaires avec peu de commodités —. Elle participe aux controverses politiques et philanthropiques alors qu'elle cherche à réformer les bureaux d'immigration du gouvernement provincial. Elle voyage durant les deux années qui suivent à travers la Nouvelle-Zélande et constate le peu d'opportunités professionnelles pour les femmes célibataires malgré leurs compétences et leur instruction. Même dans la région plus peuplée de Canterbury, Rye réalisa que le projet n'allait pas fonctionner puisque la population locale insistait sur son besoin de domestiques ou d'ouvriers agricoles disposées à se marier.
À partir de 1868, Rye se consacre exclusivement à l'émigration des enfants pauvres ou, selon une expression qu'elle a elle-même inventée, « les enfants des caniveaux ». Après avoir visité à New York le Little Wanderers' Home pour la formation d'enfants abandonnés à la vie d'émigrants que M. Van Meter, un pasteur baptiste de l'Ohio, avait fondé, elle décide de tester le système à Londres. Encouragée par Anthony Ashley-Cooper et le journal The Times, et avec le soutien financier du député William Rathbone V, elle acquiert, en 1869, Avenue House, High Street, Peckham et, avec ses deux jeunes sœurs, malgré l'opposition publique. l'opposition et les préjugés, y loge des enfants abandonnés des rues ou des workhouses et errants âgés de trois à seize ans. Cinquante filles de l'école industrielle de Kirkdale, à Liverpool, sont bientôt confiées à sa garde et formées à l'économie domestique tout en suivant des cours d'instruction générale et religieuse.
À Niagara, au Canada, Rye acquiert également un bâtiment qu'elle a appelé « Our Western Home » (Notre maison occidentale), inaugurée le 1er décembre 1869. Dans cette maison, Miss Rye accueille les enfants de Peckham et, après une formation complémentaire, ils sont répartis au Canada comme domestiques parmi des familles respectables. Le premier groupe quitta l'Angleterre en octobre 1869. Elle reçoit une pension civile de 10 £ en 1871.
Des enfants déshérités sont ensuite accueillis à Peckham en provenance de St. George's, Hanover Square à Londres, Wolverhampton, Bristol, Reading et d'autres villes. En 1891, Rye avait trouvé un foyer au Canada pour quelque cinq cents enfants. Elle accompagnait chaque groupe d'émigrants et rendait visite aux enfants déjà installés là-bas. Le travail s'est poursuivi avec un grand succès pendant plus d'un quart de siècle. Lord Shaftesbury resta un partisan constant et, en 1884 , Henry Petty-Fitzmaurice, alors gouverneur général du Canada, félicita chaleureusement les résultats de son système pionnier, que Thomas Barnardo et d'autres étendirent par la suite.

## Fin de vie
En 1895, en raison de la pression constante, Rye transféra les deux institutions de Peckham et Niagara avec leurs fonds à la Church of England Waifs and Strays Society (aujourd'hui The Children's Society). Dans son rapport d'adieu de 1895, elle déclara que 4 000 enfants anglais et écossais avaient émigré au Canada grâce à son œuvre anglaise.
Elle se retire avec sa sœur Elizabeth à « Baconsthorpe », Hemel Hempstead, où elle passe le reste de sa vie. Elle meurt des suites d'un cancer de l'intestin le 12 novembre 1903.